# Aurora Miranda
Aurora Miranda da Cunha (Rio de Janeiro, 20 d'abril de 1915 — Ib., 22 de desembre de 2005) fou una cantant brasilera; era germana de Carmen Miranda.
Va debutar a Ràdio Mayrink Veiga el 1932, poc després va anar a la ràdio Philips. El 1933, el seu primer disc, amb la cançó Cai, Cai, Balão, d'Assis Valente, va comptar amb la participació de Francisco Alves. La cançó Cidade Maravilhosa, d'André Filho, gravada el 1934, es va convertir aviat en l'himne oficial de Rio de Janeiro i del seu Carnaval.
Com a actriu va participar en les pel·lícules Estudantes (1935), Alô, Alô Brasil (1935) i Alô, Alô, Carnaval (1936). Als Estats Units, Aurora va participar en l'elenc del llargmetratge animat de 1944 produït per Walt Disney Pictures, The Three Caballeros, al costat de personatges de dibuixos animats com l'Ànec Donald i José Carioca. També va participar en altres pel·lícules i programes de ràdio juntament amb Orson Welles i Rudy Vallée i presentacions en els clubs nocturns.
Va tornar al Brasil el 1952 i, quatre anys més tard, va tornar a gravar un LP amb vuit antics èxits, posant fi a la seva carrera de més de 80 discos. Aurora Miranda encara va tornar al cinema el 1989 per participar en la pel·lícula Dies Melhores Virão, convidada per l'actriu Marilia Pera.

## Filmografia
- Dias Melhores Virão (1989)
- Tell It to a Star (1945)
- The Three Caballeros (1944)
- Brazil (1944)
- The Conspirators (1944)
- Phantom Lady (1944)
- Banana-da-Terra (1939)
- Alô Alô Carnaval (1936)
- Alô, Alô, Brasil (1935)